# Sagos
Sagos es una localidad del municipio de Canillas de Abajo, en la comarca del Campo de Salamanca, provincia de Salamanca, España. 

## Toponimia
Su nombre deriva de Sabugo, denominación con la que viene registrado en el siglo XIII.

## Historia
La fundación de Sagos se remonta a la Edad Media, obedeciendo a las repoblaciones efectuadas por los reyes leoneses en la Alta Edad Media, que lo ubicaron en el cuarto de Baños de la jurisdicción de Salamanca, dentro del Reino de León, denominándose en el siglo XIII 
Sabugo.
Con la creación de las actuales provincias en 1833, Sagos, ya dependiente de Canillas de Abajo, quedó encuadrado en la provincia de Salamanca, dentro de la Región Leonesa.
El 21 de agosto de 1998 murió en esta localidad el ilustre hispanista, catedrático de la Universidad de Salamanca, Antonio Llorente Maldonado de Guevara.

## Demografía
En 2017 Sagos contaba con una población de 1 habitante (INE 2017).
| Gráfica de evolución demográfica de Sagos entre 2000 y 2017                              |
|                                                                                          |
| Fuente: Instituto Nacional de Estadística de España - Elaboración gráfica por Wikipedia. |

## Personajes ilustres
- Antonio Llorente Maldonado de Guevara (1922-1998). Filólogo, que falleció en Sagos el 21 de agosto de 1998, habiendo sido Catedrático de las universidades de Salamanca y Granada.